# Mike Leggo
Mike Leggo, född 7 oktober 1964, är en kanadensisk före detta ishockeydomare som var verksam i den nordamerikanska ishockeyligan National Hockey League (NHL) mellan 1996 och 2017. Under sin domarkarriär i NHL dömde han 1 213 grundspelsmatcher och 42 slutspelsmatcher (Stanley Cup). Leggo var också verksam internationellt och var en av ishockeydomarna vid de olympiska vinterspelen 2014.